# Бедицоле
Бедицоле (итал. Bedizzole) је насеље у Италији у округу Бреша, региону Ломбардија.
Према процени из 2011. у насељу је живело 9320 становника. Насеље се налази на надморској висини од 170 м.

## Становништво
| 1931. | 1936. | 1951. | 1961. | 1971. | 1981. | 1991. | 2001. | 2011.  |
| ----- | ----- | ----- | ----- | ----- | ----- | ----- | ----- | ------ |
| 5.248 | 5.040 | 5.703 | 5.746 | 6.279 | 7.289 | 8.196 | 9.320 | 11.816 |